# Tombe van Askia
De Tombe van Askia (Frans: Tombeau des Askia), gelegen in het Malinese Gao, is een monument op de Werelderfgoedlijst van UNESCO. De tombe is de begraafplaats van Askia Mohammed I, de eerste keizer van het Songhai-rijk en is gebouwd aan het einde van de 15e eeuw. 
De tombe is een goed voorbeeld van de kleibouw tradities in de West-Afrikaanse Sahel. Het volledige erfgoed meet 200 x 210 meter en omvat de tombe in de vorm van een piramide, twee moskeeën, een begraafplaats en een verzamelplaats. Met een hoogte van 17 meter is de tombe het hoogste pre-koloniale architectonische monument in de regio. Het is een mooi voorbeeld van een Islamitische architectonische stijl, zoals die later in de hele omgeving werd gehanteerd.